# 阮清平
阮清平（1995年10月2日—）是一名越南足球运动员，司职后卫。目前效力于越南国家足球锦标赛俱乐部越南電信和越南。

## 荣誉

### 俱乐部
平定
- 越南足球甲級聯賽冠军：2020

### 国家队
越南U23
- 东南亚运动会银牌：2021
- 越南国际足球友谊赛杯冠军：2018

越南
- 東南亞足球錦標賽亚军：2022
- 越南国际足球友谊赛杯冠军：2022